# Apple Lisa 2
Az Apple Lisa 2 asztali számítógépet az Apple gyárotta és forgalmazta 1984 januárja és 1986 augusztusa között 31 hónapon keresztül. Az Apple Lisa 2 egyike volt azoknak a számítógépeknek, amelyek az Apple nevet viselték.

## Története
A Lisa 2-t 1984 januárjában mutatták be, ára 3495 és 5495 dollár között volt. Sokkal olcsóbb volt, mint az eredeti modell, az eredeti, Twiggy-nek csúfolt hajlékonylemez-meghajtók helyére egyetlen 400kB-os Sony mikrofloppy került. A Lisa 2-t már 512 kB RAM-mal lehetett megvásárolni. A Lisa 2/5 külső 5 MB, a 2/10 10 MB merevlemezzel. 1984-ben, a Macintosh hivatalos bejelentésével egy időben az Apple ingyenes frissítést kínált a Lisa 2/5-höz minden Lisa 1 tulajdonosnak, a dupla Twiggy meghajtót egyetlen 3,5 hüvelykes meghajtóra cserélve, valamint frissítette a rendszerindító ROM-ot és I/O ROM. Ezenkívül a Lisa 2 új előlapja is belekerült az újrakonfigurált hajlékonylemez-meghajtóba. Ez a Lisa 2 változat jól megkülönböztethető a többitől az előlap berakásos Apple–logó-ja miatt.
1985. január 23-án az Apple hivatalosan átnevezi a Lisa 2/10 számítógépet Macintosh XL-re. Az ár 3995 dollárra csökkent. A Macintosh XL gyártását és forgalmazását 1985. áprilisában fejezte be az Apple.
A Xerox 150 millió dolláros pert indított az Apple Computer Lisa és Macintosh számítógépek grafikus felhasználói felületére vonatkozó szerzői jogainak érvényességéért. A Xerox azt állította, hogy az Apple Computer lemásolta a Xerox Star rendszerfelületet. A Xerox elvesztette a pert.

## Technikai leírás
A bézs színű gép súlya 25 kg, magassága 350 mm, szélessége: 475 mm és mélysége 388 mm volt. A Apple Lisa 2 számítógépet egymagos 5 MHz-es Motorola 68000  processzor vezérelte, az 5 MHz-en működő rendszerbusz 16 bites architektúrát szolgált ki. Az adatokat a 10MB HDD belső tárhelyre lehetett menteni. Külső adattárolási lehetőséget a beépített 400kB 3,5 floppy drive nyújtott. A géphez 76 gombos with 10 keypad (?) gombos billentyűzet tartozott A gépet Lisa Office System 3.1 operációs rendszerrel szállította az Apple. A gépet beépített memória nélkül gyártották, maximálisan 2 MiB kezelésére volt képes a gyári specifikáció szerint, a bővítéshez 2 hely (slot) állt rendelkezésre. A gépet 16kB kapacitású ROM-mal szerelték. A számítógépnek 12 inch-es, 720x364 vagy 608x432 képpont felbontásra képes kijelzője volt. Külső megjelenítő csatlakoztatására szolgált egy RCA csatlakozó. Az Apple Lisa 2 a következő csatlakozási lehetőségeket kínálta: két RS-232C, egy DE9, egy D-25, egy RCA, egy beépített hangszóró. A gép bővíthetőségét szolgálta · 3x Apple Lisa bővítőhely.

## A számítógép technikai adatai
A táblázat nem tartalmazza az összes műszaki paramétert. Az egyes modelleknél a bemutatáskor érvényes adatokat soroljuk fel, a későbbi frissítéseket nem.
| Gépneve bemutatva kivezetve      | Méretmagasság szélesség mélység súlySzín | Processzortípus @órajel architektúra magok száma | Média                 | Billentyűzet                 | Operációs rendszer     | Memóriaalap (max.) hely ROM | Kijelzőmérete felbontása     | Grafikakimenet, képpont és szöveg felbontás | Csatlakozókkazetta, játék, kijelző, soros, párhuzamos, hang...    | Bővíthetőség               |
| -------------------------------- | ---------------------------------------- | ------------------------------------------------ | --------------------- | ---------------------------- | ---------------------- | --------------------------- | ---------------------------- | ------------------------------------------- | ----------------------------------------------------------------- | -------------------------- |
| Apple Lisa II1984 jan. 1986 aug. | 350 mm 475 mm 388 mm 25 kg bézs          | Motorola 68000 @5 MHz, 16 bit 1 mag              | 400kB 35 floppy drive | 76 gombos with 10 keypad (?) | Lisa Office System 3.1 | 0, (2 MiB) 2 slot 16kB      | 12 inch 720x364 vagy 608x432 | 1xRCA                                       | · 2x RS-232C · 1x DE9 · 1x D-25 · 1x RCA · 1x beépített hangszóró | · 3x Apple Lisa bővítőhely |

## Az Apple számítógépek az időben
| Az Apple számítógépek idővonalon |
| --- |
| |
| A színek kezdete a bemutató időpontja, a forgalmazás több esetben is hónapokkal később kezdődött. Megeshet, hogy egy csík végét kitakarja egy másik csík eleje. Előfordul, hogy a gyártás befejezését követően még egy ideig forgalomban marad a gép adott verziója. Az egyes eszközök technikai paraméterei a MacTracker alkalmazásból származnak. A Macintosh XL azért szerepel a grafikonon, mert technikailag a Lisa 2 utóda, de a neve miatt a Compact Macintosh számítógépek közé szokás besorolni. |